# La partenza delle truppe del generale Vendôme
La partenza delle truppe del generale Vendôme è un grande dipinto ad olio su tela di autore ignoto, conservato presso il MAG Museo Alto Garda di Riva del Garda (ma di proprietà del comune di Trento).

## Contesto storico

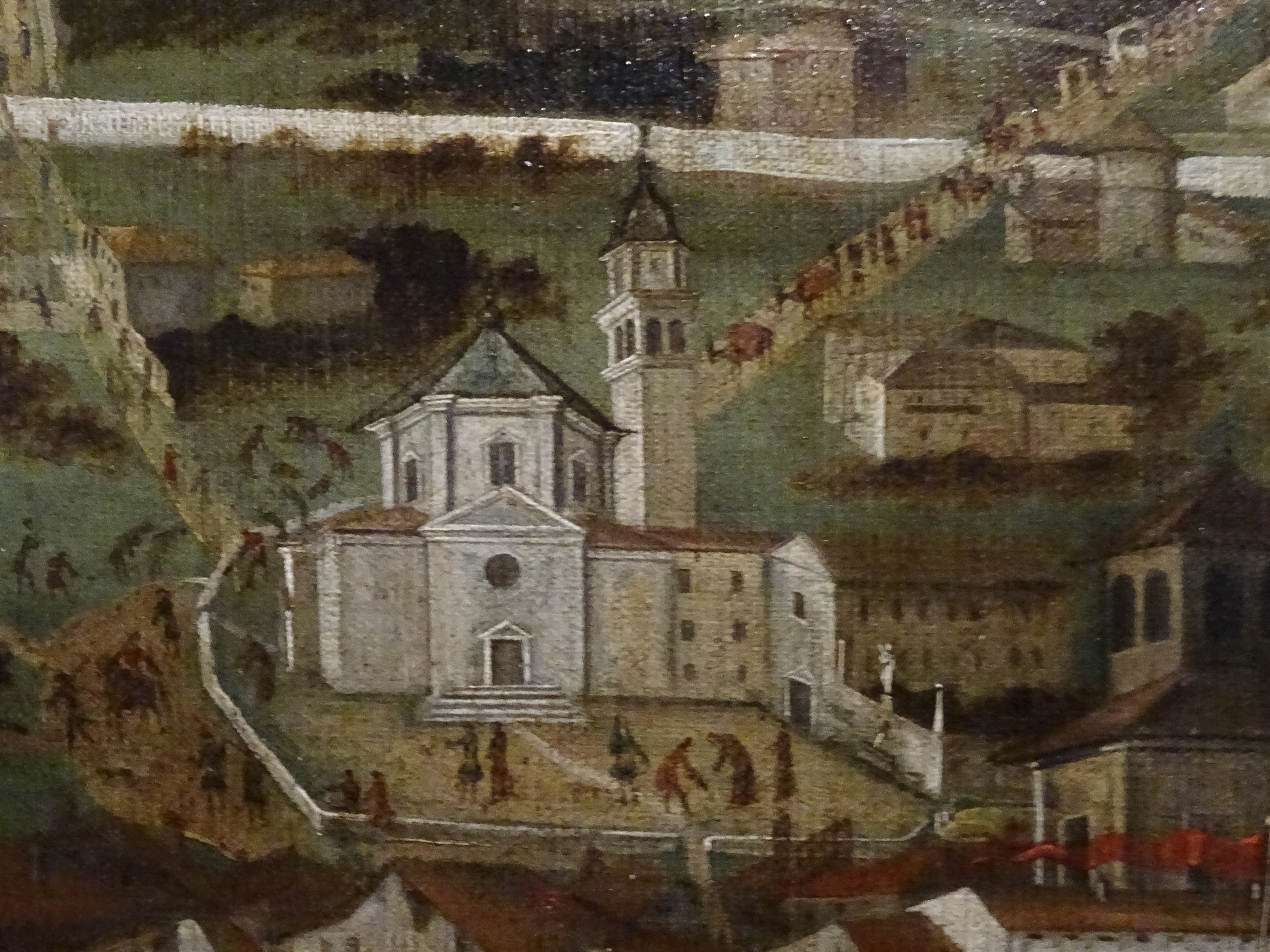
Dettaglio con la chiesa dell'Inviolata

Nell'estate del 1703 la zona del Garda trentino fu invasa dalle truppe del generale Luigi Giuseppe di Borbone-Vendôme, nell'ambito della guerra di successione spagnola, che vide la forze francesi e spagnole contrapporsi a quelle austriache. L'esercito francese catturò Riva del Garda il 4 agosto, risalì la valle del Sarca mettendo a ferro e fuoco vari castelli, e giunse il 2 settembre ad assediare Trento; per cause di forza maggiore l'armata dovette marciare verso sud, e durante il tragitto per Riva i soldati depredarono e saccheggiarono tutta la valle dei Laghi e il Basso Sarca. Gran parte dell'esercito salpò da Riva verso la pianura padana il 14 settembre 1703, ed è questo l'evento rappresentato nel quadro.
L'autore, ignoto, probabilmente visse in prima persona gli eventi rappresentati nell'opera, che plausibilmente fu commissionata dalle autorità civili o religiose di Riva; la tela è di dimensioni ragguardevoli e fu realizzata probabilmente come ex voto, sicuramente dopo il passaggio delle truppe e certamente entro il 1728, come si può desumere dalla presenza del campanile della pieve di Riva, demolito dopo quell'anno.
I francesi, raffigurati in ritirata, svolgono il ruolo che in altri ex voto è ricoperto dalla calamità naturale, l'evento nefasto da cui la benevolenza divina giunge a salvare, e di cui non resterà traccia; il soggetto principale è invece il paesaggio, le cui componenti sono raffigurate intatte: non c'è alcuna evidenza della rovina e distruzione portate dall'armata, come a evidenziarne la transitorietà.

## Descrizione
La tela rappresenta la partenza in barca di gran parte delle truppe di Vendôme, avvenuta il 14 settembre 1703: l'esercito domina il primo piano del quadro e le sue file serpeggiano lungo tutto il fondale; ciononostante, il vero protagonista dell'opera è il paesaggio, uno spaccato molto accurato della città di Riva del Garda e dei territori circostanti, che costituisce anche una preziosa testimonianza di come apparivano certi edifici poi rimaneggiati, caduti in rovina o del tutto scomparsi.

### Primo piano

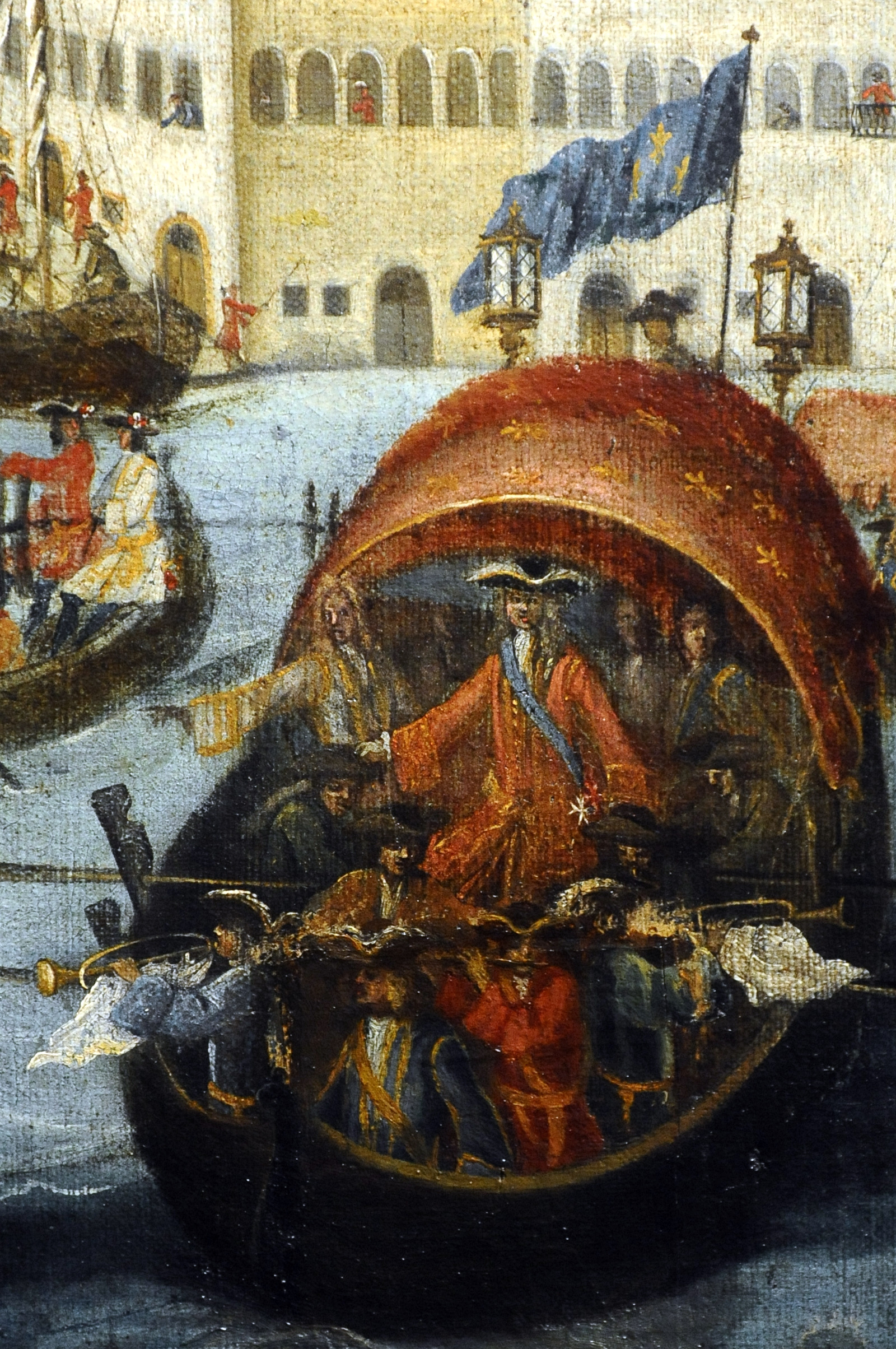
Dettaglio con la barca del generale Vendôme

Le truppe francesi occupano tutto il primo piano del quadro, con i soldati e il loro seguito caricati a gruppi sulle barche, dipinti nei minimi dettagli; degni di nota sono, tra gli altri:
- Bragozzo con la bandiera con i tre gigli di Francia su campo bianco, che trasporta pezzi d'artiglieria (due obici e una bocca da fuoco) e frutti del bottino di depredazione; sono imbarcati anche due ufficiali con le parrucche a boccoli scuri, e una cortigiana che porta in grembo uno scoiattolo[4].
- Barcone che trasporta una statua, raffigurante probabilmente sant'Antonio di Padova (santo a cui era devoto il Vendôme[2]); un soldato si fa spulciare la chioma da un commilitone, uno tracanna da una fiaschetta, altri due suonano il piffero e la tromba[5].
- Lancia con a bordo il generale Vendôme, coperta da un tendaggio in “felze” a cerchi e con issata una bandiera con i tre gigli su campo blu: il duca, in piedi al centro dell'imbarcazione, indossa un tricorno nero con piume bianche, una fluente parrucca a boccoli e un abito rosso ornato da bande gialle e bottoni d'oro, una sciarpa gialla alla vita, una azzurra a tracolla, e la croce reale dell'ordine di San Luigi; a bordo vi sono altri uomini, tra cui due trombettieri e un pifferaio[6].
- Bragozzo con due bandiere rosse, con a bordo il suonatore del tamburo maggiore e un altro tamburino[7].
- Barcone con due soldati che giocano a carte, e un altro che orina nel lago[8].
- Bissona con una coppia, costituita da una damigella e un ufficiale, intenta a brindare; la donna ha con sé una scimmietta[9].

Nel complesso, i soldati francesi vengono ritratti in una luce decisamente negativa: sporchi e volgari, dai costumi malsani (oltre alle cortigiane che accompagnano l'esercito, un uomo è ritratto in posa "lasciva" verso un commilitone), nonché ladri e saccheggiatori (benché infatti la devastazione da loro causata non sia raffigurata nel quadro, su diversi barconi sono presenti sacchi di bottino trafugato dalla valle).

### Secondo piano
In secondo piano campeggia la cittadina di Riva del Garda, dal cui porto stanno uscendo le barche; è ben visibile la catena che delimitava il porto. Sulla sinistra si erge il grande caseggiato del Dazio e del Presidio Imperiale, in parte occultati dalla sagoma scura della Dogana, oggi non più esistente e decorata con un'aquila imperiale; segue uno scorcio della piazza, con i portici di Casa Colò, Zendri e Parolai e la torre Apponale, con l'antica copertura a cipollone. Più a destra si riconoscono il campanile della chiesa della Disciplina (all'epoca con tetto a cuspide), la Rocca e il campanile della vecchia pieve dell'Assunta, che venne riedificata a partire dal 1728.
A parte per i francesi che stanno trafficando nel porto e saccheggiando la città, l'unica altra figura umana visibile nella città è una lavandaia, che sta lavando i panni nelle acque del lago, affiancata da una capretta che si abbevera.

### Sfondo

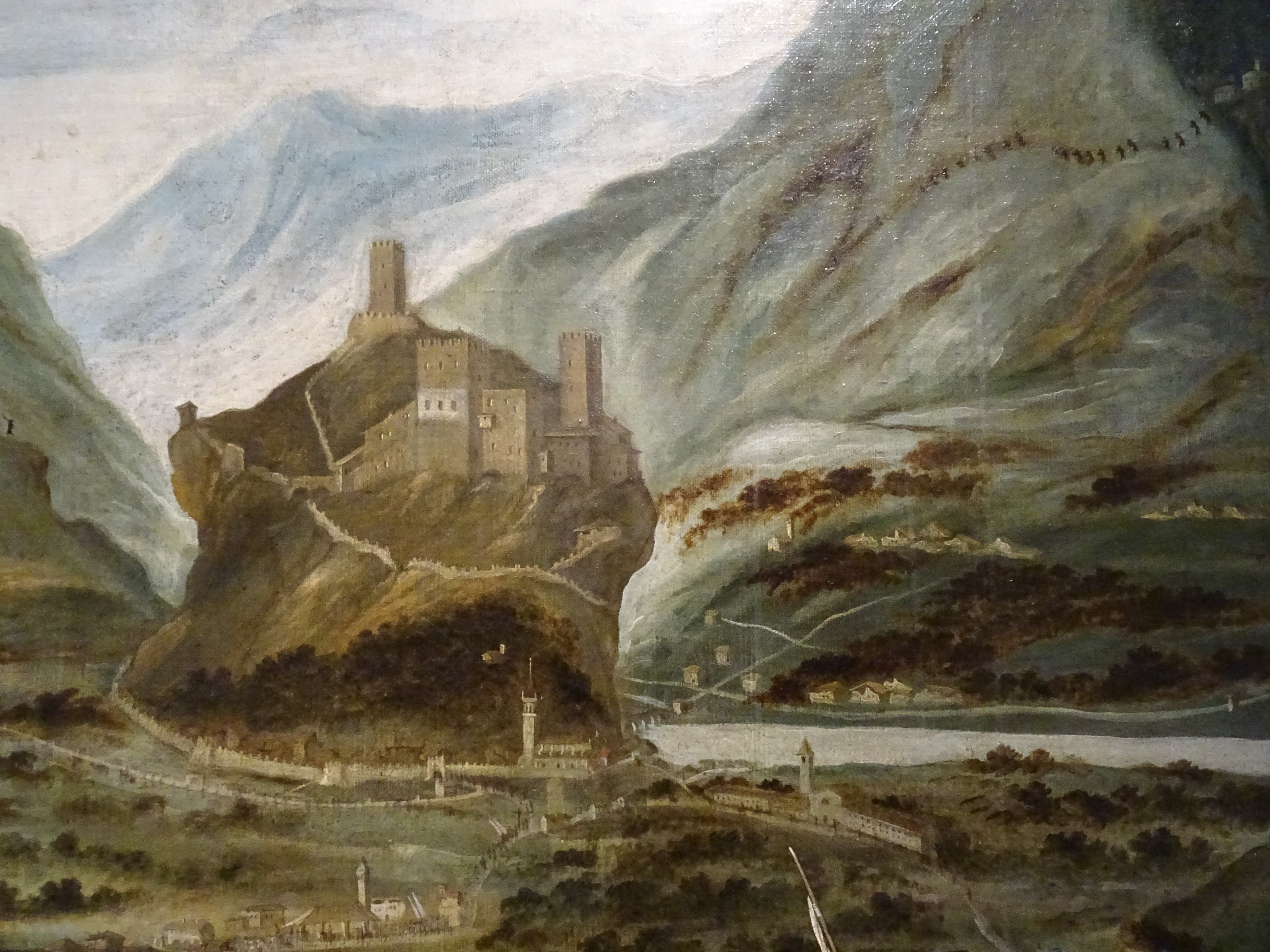
Dettaglio dell'area intorno ad Arco, con il castello e la Sarca

Oltre Riva, lo sfondo si apre su uno spaccato del Basso Sarca, rappresentato nella sua completezza (e con abbondanza di dettagli) sacrificando la prospettiva; anche qui è pervasiva la presenza francese, con colonne di soldati che dall'orizzonte marciano su Riva.
Sul Monte Rocchetta, a sinistra di Riva, svetta il Bastione; più in lontananza, inerpicate sulla montagna, si riconoscono la chiesa di Santa Maria Maddalena e la chiesa di San Giovanni Battista (ora un rudere). Anche nelle campagne circostanti Riva c'è un gran pullulare di luoghi sacri ed altri dettagli: molto ben evidente è la chiesa dell'Inviolata con l'annesso convento (nel cui cortile alcuni soldati salutano i padri gerolimini); appena a nord di Riva, al di quà dell'Albola, si trova il paesino di San Giacomo, con la chiesa omonima (ora scomparsa) e la cappella di San Francesco da Paola, e più a destra la chiesetta dei Santi Fabiano e Sebastiano, anch'essa in seguito demolita. Tra l'Albola e il Varone si notano la chiesetta di Santa Maria del Pernone e l'agglomerato di case della località di Albola. Oltre il Varone si vedono, tra le altre cose: la chiesa di Santa Maria di Reggio con il convento delle monache Serve di Maria; la chiesa di San Bartolomeo (oggi scomparsa) in cima all'omonimo colle e la chiesa di San Michele di Varignano; i borghi di San Tomaso (con la sua chiesa) e San Nazzaro e, nei pressi, un uomo impiccato a un albero in una spianata desolata.
Infine, sono ben evidenti il castello di Tenno (affiancato dalla chiesa di San Lorenzo e dal campanile della pieve dell'Immacolata), con una colonna di soldati che scende dall'eremo di San Pietro; e il castello di Arco, con ai suoi piedi la chiesetta di Santo Stefano (scomparsa) e la collegiata dell'Assunta; oltre la Sarca si vedono i borghi dell'Oltresarca con la chiesa di San Martino e, in alto sul Monte Stivo, l'eremo dei Santi Giacomo e Silvestro.